# Landeskriminalamt Berlin

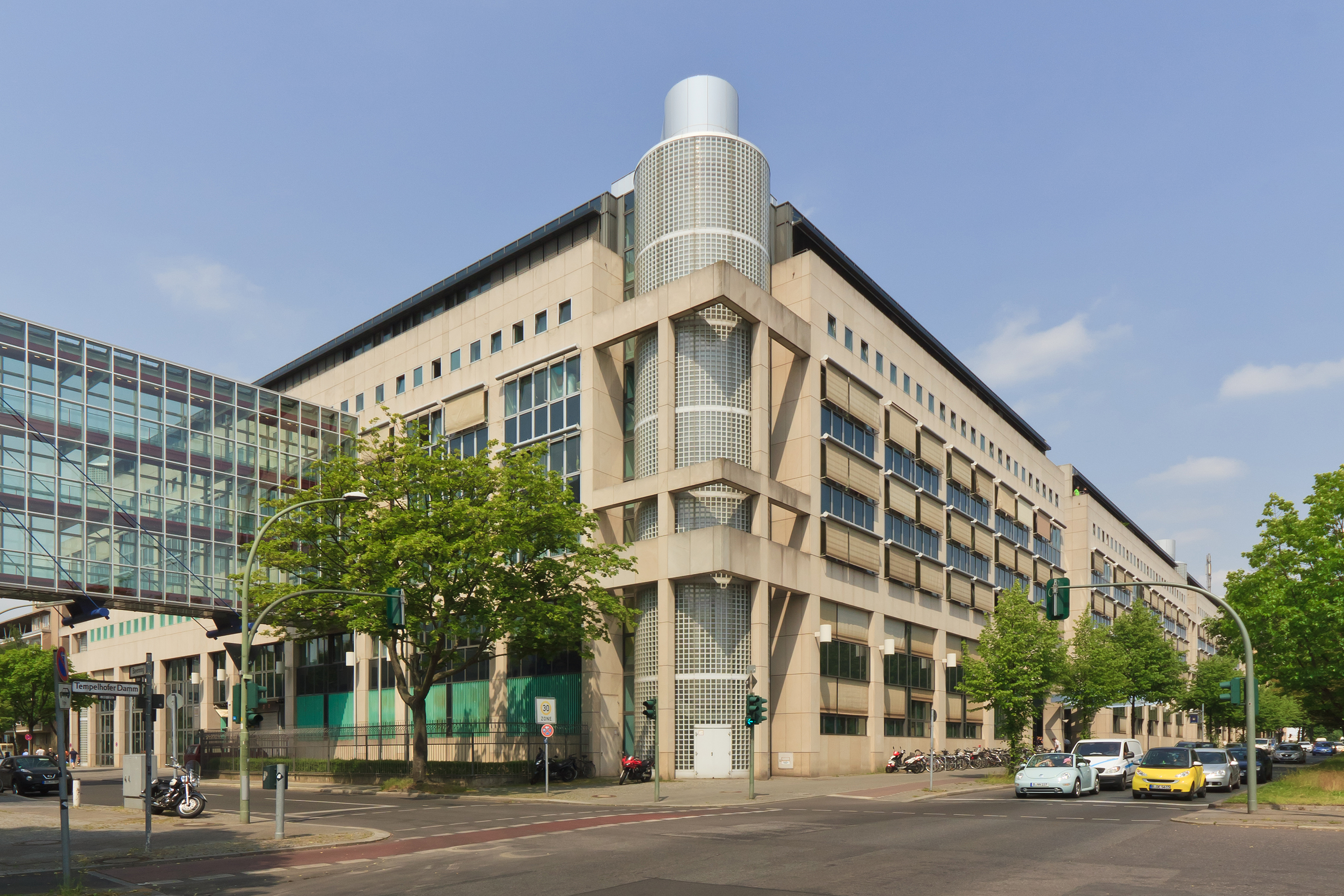
Das LKA-Gebäude am Tempelhofer Damm

Das Landeskriminalamt Berlin (LKA) ist eine kriminalpolizeiliche Ermittlungsstelle sowie die zentrale Koordinierungsstelle der Polizei des Landes Berlin. Es ist eine unselbständige Außenstelle der einheitlichen Landespolizeibehörde Polizei Berlin. Der Sitz des 1994 gegründeten LKA ist seit 1996 in Berlin-Tempelhof am Tempelhofer Damm 12 in unmittelbarer Nähe zum Platz der Luftbrücke.
Das seit 2011 von Christian Steiof geleitete Berliner LKA ist im Unterschied zu den meisten deutschen Landeskriminalämtern, die üblicherweise Landesoberbehörden sind und nur in besonderen Fällen bei Ermittlungen unterstützend tätig werden, direkt und alleinverantwortlich ermittelnd tätig.
Im Landeskriminalamt liegt die Ermittlungsführung und die Leitlinienkompetenz der Verbrechensbekämpfung sowie die Kriminalprävention. Zudem sind der Staatsschutzabteilung die Verwaltungsbehörden Waffenbehörde und Untere Jagdbehörde angegliedert.

## Organisation

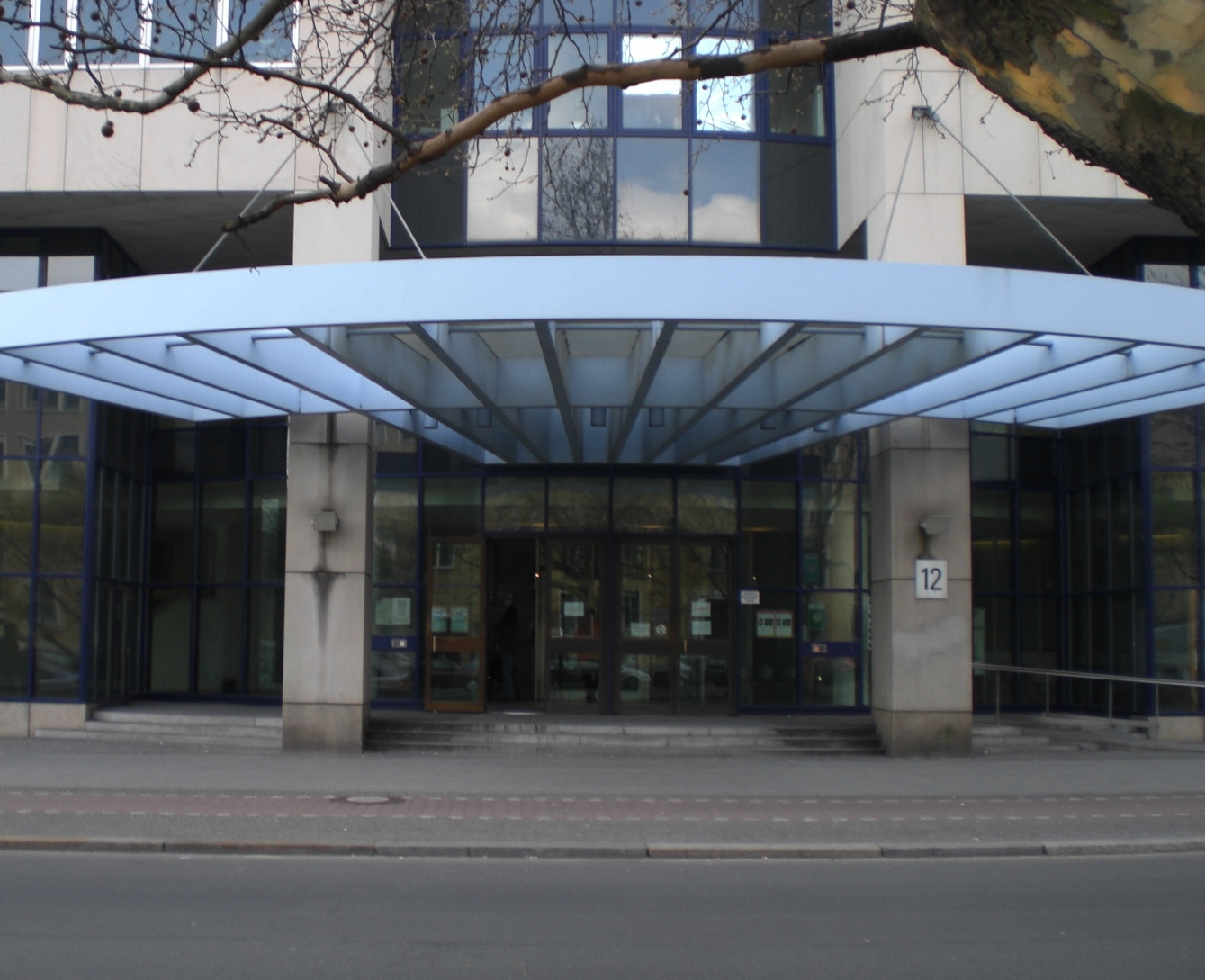
Eingangsbereich

Die als Zentralstelle für die Kriminalitätsbekämpfung in Berlin fungierende Großbehörde mit etwa 3500 Mitarbeitern besteht aus dem Stab, acht Abteilungen und einer Zentralstelle:
- Abteilung 1 (LKA 1): Zuständigkeit: Delikte am Menschen
- Abteilung 2 (LKA 2): Betrug
- Abteilung 3 (LKA 3): Wirtschaftskriminalität, Korruption, Umwelt-/Verbraucherschutzdelikte, Polizeidelikte
- Abteilung 4 (LKA 4): Organisierte Kriminalität, Banden und qualifizierte Eigentumskriminalität, Rauschgiftdelikte
- Abteilung 5 (LKA 5): Polizeilicher Staatsschutz (einschließlich ordnungsbehördlicher Staatsschutz)
- Abteilung 6 (LKA 6): Operative Dienste (einschließlich der Spezialeinheiten: Spezialeinsatzkommando (SEK), und Mobiles Einsatzkommando (MEK)
- Abteilung 7 (LKA 7): Ermittlungsunterstützung
- Abteilung 8 (LKA 8): Islamistischer Extremismus und Terrorismus
- Kriminaltechnisches Institut (LKA KTI): Kompetenzzentrum Kriminaltechnik

Die Abteilungen unterteilen sich in Dezernate, denen wiederum Kommissariate angehören.
Des Weiteren gibt es die Zentralstelle für Prävention (LKA Präv) und einen Stab (LKA St).
Leitung
Leiter des Berliner Landeskriminalamtes ist seit dem 1. Mai 2011 Christian Steiof. Sein Vorgänger war Peter-Michael Haeberer, der mit Wirkung zum 13. Februar 2002 zum Leiter ernannt wurde. Haeberer leitete bereits ab September 2001 das LKA kommissarisch, nachdem der ab 1. August 1998 amtierende Hans-Ulrich Voß aus gesundheitlichen Gründen vorzeitig in den Ruhestand ging. Der damalige Polizeivizepräsident Dieter Schenk leitete das LKA von der Gründung 1994 bis zu seiner Pensionierung Ende Juli 1998.
| Amtszeit  | Direktoren des Landeskriminalamts | Anmerkung               |
| --------- | --------------------------------- | ----------------------- |
| 1994–1998 | Dieter Schenk                     |                         |
| 1998–2001 | Hans-Ulrich Voß                   |                         |
| 2001–2011 | Peter-Michael Haeberer            | 2001–2002 kommissarisch |
| seit 2011 | Christian Steiof                  |                         |

## Kritik
V-Mann mit NSU-Verbindung
Die Staatsschutz Abteilung 5 (LKA 5) des Landeskriminalamtes beschäftigte den V-Mann Thomas S., der unter Verdacht steht, für das NSU-Terrortrio Sprengstoff beschafft zu haben, mehr als zehn Jahre lang. Das Bundeskriminalamt informierte das LKA Berlin im Februar 2012 darüber, dass gegen diesen V-Mann ein Ermittlungsverfahren eingeleitet wurde. Das LKA Berlin verheimlichte jedoch das Beschäftigungsverhältnis sechs Wochen lang gegenüber dem BKA. Erst als sich das BKA ausdrücklich beim LKA über Thomas S. erkundigte, wurde das Beschäftigungsverhältnis zugegeben.
Insgesamt fünf Hinweise vom V-Mann Thomas S. über das NSU-Terrortrio wurden nicht an das LKA Thüringen weitergeleitet, obwohl das Trio seit 1998 steckbrieflich gesucht wurde.
Fall Anis Amri
In Zusammenhang mit der Aufarbeitung der Pannen bzw. des Versagens bei Ermittlungen gegen Anis Amri vor dem von ihm im Dezember 2016 verübten Anschlag auf den Berliner Weihnachtsmarkt an der Gedächtniskirche, wurden beim LKA Berlin mutmaßliche Vertuschungsversuche bekannt, siehe Anis Amri#Aufarbeitung in Berlin.
Kriminalpolizeiliche Zuständigkeiten
Neben dem LKA verfügt jede der fünf örtlichen Berliner Polizeidirektionen über ein Referat für Kriminalitätsbekämpfung (K), bei dem Beamte der Kriminalpolizei ermittelnd tätig sind. Bei den Zuständigkeiten kann es in der Praxis zu Überschneidungen kommen. Obgleich die Zuständigkeiten formal präzise geregelt sind, erweisen sich die Grenzen im Rahmen des jeweiligen Ermessensspielraums mitunter als fließend. So ermittelt das LKA bei schweren Raubdelikten, während die örtlichen K-Referate einfache Raubtaten übernehmen. Doppelte Zuständigkeiten werden auch bei der Bekämpfung von Einbrüchen und dem Drogenhandel kritisiert.